# 서경도
서경도(西京道)는 요나라가 설치한 5도 가운데 하나로 석경당이 거란에 투항하면서 할양한 연운십육주 중 산시성 다퉁시 일대에 있던 지역들을 관리하기 위해 설치했다. 도의 중심지는 대동부가 있던 다퉁시에 있었다.

## 행정 구역

### 서경 대동부(西京 大同府)
다퉁 시의 역사참조.

### 풍주 천덕군(豊州 天德軍)
절도사가 주의 민정을 맡았다. 영가의 난대 혁련발발이 차지했다. 북주에서 영풍진(永豊鎭)을 설치했다. 수나라가 개황 시기에 영풍진을 영풍현으로 바꾸고 풍주로 고쳤다. 611년(대업 7년)에 오원군에 속하게 했다. 617년(의녕 원년)에 태수 장손주(張遜奏)가 귀순군(歸順郡)으로 개명했다. 618년에 당나라가 풍주총관부(豊州總管府)를 설치했다가 5년 뒤에 폐지하고 주민들을 백마현(白馬縣)으로 옮겼다. 630년(정관 4년) 영주(靈州)에서 분리하여 상주도독부(相州都督府)를 두었다. 천보초에 구원군으로 고쳤다. 758년 풍주로 복구했으나 후에 위구르가 차지했다. 회창초에 그들을 격파하고 후당이 천덕군으로 개명했다. 920년(신책 5년) 하급주로 바꾸고 응천군(應天軍)으로 바꿨다. 주로 바꿨다. 대염락(大鹽濼), 99개의 연못, 몰월락(沒越濼), 고적구(古磧口), 이끼가 난 왕소군의 묘가 있다. 서남면초토사(西南面招討司)가 주의 군정을 맡았다. 2현을 두었다.
| 현명   | 한자   | 대략적 위치             | 비고 |
| ------ | ------ | ----------------------- | --- |
| 부민현 | 富民縣 | 후허하오터 시           | 한나라 임융현(臨戎縣)이었다가 요나라가 지금의 이름으로 고쳤다. 1,200호가 살았다. |
| 진무현 | 振武縣 | 호흐호트 시 호린게르 현 | 한나라 성락현이 있었다. 621년 당나라가 돌궐을 격파하고 이곳에 운중도독부(雲中都督府)를 두었다. 666년(인덕 3년) 선우도독부(單于大都督府)로 개명했다. 698년(성덕 원년)에 안북도독부로 개명했다. 719년(개원 7년) 동수강성(東受降城)에 소속시켰다. 720년에 진무군절도사(振武軍節度使)를 설치했다. 845년(회창 5년)에 안북도호부(安北都護府)로 바꿨다. 후당 이존욱이 그의 형 이사본(李嗣本)을 진무절도사로 임명했다. 918년 야율아보기가 토욕혼을 공격함과 동시에 이곳을 공격했고 이곳에서 잡은 포로들은 모두 동쪽으로 보내고 300명의 병사들에게 수비하도록 했다. |

### 운내주 개원군(雲內州 開遠軍)
하급주로 절도사가 주의 민정을 맡았다. 본래 중수강성(中受降城)이 있던 곳이다. 요나라 초기 이곳에 대북운삭초토사(代北雲朔招討司)를 두었다가 운내주로 고쳤다. 위새군(威塞軍), 고가돈성(古可敦城), 대동천(大同川), 천안군(天安軍), 영제책(永濟柵), 안락수(安樂戍), 불운퇴(拂雲堆)가 있었다. 서남면초토사가 주의 군정을 맡았다. 2현을 두었다.
| 현명   | 한자   | 대략적 위치                    |
| ------ | ------ | ------------------------------ |
| 유복현 | 柔服縣 | 후허하오터 시 투모터 좌기 서북 |
| 영인현 | 寧人縣 |                                |

### 천덕군(天德軍)
바얀누르 시에 있었다. 중수강성이 있었다. 개원 시기에 횡새군을 폐하고 대동천에 천안군을 설치했다. 건원 시기에 천덕군으로 바꾸고 요대의 치소가 있는 영제책으로 옮겼다. 요 태조가 탕구트를 점령한 뒤 이곳을 격파했다. 그리고 이곳의 주민들을 모두 동쪽으로 이주시킨뒤 초토사를 설치했다. 장차 재건이 되니 국족(國族)들로 하여금 천덕군절도사를 설치했다. 황하, 흑산골(黑山峪), 노성(盧城), 위새군(威塞軍), 진과 당시절의 장성, 모나산(牟那山)이 있다. 겸이자성(鉗耳觜城)이 성의 북쪽에 있었다.

### 영원주 진서군(寧遠州 鎭西軍)
후허하오터 시 칭수이허 현에 있었다. 하급주로 자사가 주의 민정을 맡았다. 당나라 융진(隆鎭)이었다가 요대에 주를 설치했다. 서남면초토사가 주의 군정을 맡았다.

### 봉성주 무정군(奉聖州 武定軍)
봉성주 문서 참조.

### 무주 선위군(武州 宣威軍)
석경당이 연운 16주로 할양한 주중 하나이다. 하급주로 자사가 주의 민정을 맡았다. 무천새(武川塞)에 조위가 신무현(神武縣)을 설치했다. 후당에서 의주(毅州)로 고쳤다. 1039년(중희 9년) 무주로 고치고 선위군을 이명으로 삼았다. 신무현에 치소를 두었다.
| 현명   | 한자   | 대략적 위치     | 비고 |
| ------ | ------ | --------------- | --- |
| 신무현 | 神武縣 | 신저우시 선츠현 | 서진에서 신성(新城)으로 고쳤다. 후당 이극용이 신무현 신성에서 태어났다. 처음에 삭주에 속했으나, 후에 무주로 독립하였다. 5,000호가 살았다. |

### 동승주 무흥군(東勝州 武興軍)
하급주로 자사가 주의 민정을 맡았다. 587년(개황 7년)에 승주를 설치했는데, 609년(대업 5년)에 군제를 시행하면서 유림군(楡林郡)으로 고쳤다. 631년(정관 5년), 강 남쪽에 결승주(決勝州)를 설치했다. 이로 인해 동승주란 이름이 붙은 것이다. 748년(천보 7년), 유림군으로 다시 바꿨다가 10년뒤에 다시 승주로 고쳤다. 918년 거란이 진무군을 공격한 뒤 승주의 주민들을 하동으로 이동시킨뒤 주를 폐했다. 서남면초토사가 주의 군정을 맡았다. 2현을 두었다.
| 현명   | 한자   | 대략적 위치                         |
| ------ | ------ | ----------------------------------- |
| 유림현 | 楡林縣 | 호흐호트시 토크토 현                |
| 하빈현 | 河濱縣 | 오르도스시 준가르 기 동북쪽 황하 변 |

### 금숙주(金肅州)
오르도스 시 준가르 기에 있었다. 1050년(중희 20년) 서하를 치고설치했다. 연지역의 주민 300호와 방추군 1,000으로 설치했다. 서남면 초토사가 주의 군정을 맡았다.

### 하청군(河淸軍)
오르도스 시 둥성 구에 있었다. 서하가 요와 친선을 맺자 요가 이곳에 상경에 직통으로 갈 수 있는 도로를 건설했다. 1042년(중희 12년)성을 쌓고 하청군을 설치했다. 500호와 방추군 1,000으로 설치했다. 서남면초토사가 주의 군정을 맡았다.